# Lewisara
× Lewisara, (abreviado Lwsra) en el comercio, es un híbrido intergenérico entre los géneros de orquídeas Aerides × Arachnis × Ascocentrum × Vanda. Fue publicado en Orchid Rev. 76(896) noh: 3 (1968).